# Concepción del Oro
Concepción del Oro é um município do estado de Zacatecas, no México.